# Traian Gârbă
Traian Gârbă (* 22. August 1927 in Lazuri de Beiuș, Kreis Bihor; † 31. Mai 1989 in Ost-Berlin, Deutsche Demokratische Republik) war ein rumänischer Politiker der Rumänischen Kommunistischen Partei PCR (Partidul Comunist Român) und Diplomat, der unter anderem zwischen 1971 und 1978 Botschafter in der Mongolischen Volksrepublik war.

## Leben
Traian Gârbă besuchte zwischen 1938 und 1942 das Liceul teoretic in Oradea und absolvierte danach von 1942 bis 1946 eine Berufsausbildung zum Schlosser bei der Eisenbahngesellschaft CFR (Căile Ferate Române), in deren Verlauf er auch die CFR-Berufsschulen in Arad und Cluj besuchte. Nach Abschluss der Ausbildung war er zwischen 1946 und 1949 als Schlosser und Feuerwehrmann im Lokomotivdepot der CFR in Cluj. 1947 wurde er Mitglied der damaligen Kommunistischen Partei Rumäniens PCdR (Partidul Comunist din Romania) und besuchte von 1949 bis 1951 die Spezialschule der CFR sowie die Parteihochschule „Ștefan Gheorghiu“. Daraufhin begann er 1951 ein Studium an der Fakultät für Metallurgie am Polytechnischen Institut Bukarest, welches er 1956 als Ingenieur beendete. Nach Abschluss des Studiums war er zunächst als Maschinenbauingenieur sowie nach von 1957 bis 1958 als Chefingenieur der Asbest-Fabrik „Azbociment“ in Oradea tätig. Er war zwischen 1958 und 1960 Sekretär des Stadtparteikomitees von Oradea und wurde 1960 Präsident des Exekutivkomitees des Volksrates sowie zugleich Mitglied des Büros des Parteikomitees im Kreischgebiet (Crișana). 1961 wurde er zudem erstmals Mitglied der Großen Nationalversammlung (Marea Adunare Națională) und vertrat in dieser zunächst den Wahlkreis Nr 14 Beiuș im Kreischgebiet sowie im Anschluss zwischen 1969 und 1975 den Wahlkreis Nr. 4 Sângeorz-Băi im Kreis Bistrița-Năsăud. Er wurde auf dem Neunten Parteitag der PCR (19. bis 24. Juli 1965) zunächst Kandidat des ZK der PCR und behielt diese Funktion bis zum darauf folgenden Zehnten Parteitag der PCR (6. bis 12. August 1969). Für seine Verdienste wurde er 1966 mit dem Orden Tudor Vladimirescu Dritter Klasse (Ordinul Tudor Vladimirescu) ausgezeichnet.
Anschließend fungierte Gârbă zwischen Februar und dem 28. Dezember 1968 als Erster Vizepräsident des Exekutivkomitees des Volksrates im Kreis Bihor und war zeitgleich Mitglied des Büros des Parteikomitees in diesem Kreis. Im Anschluss wurde er am 28. Dezember 1968 Sekretär für Wirtschaft des PCR-Komitees im Kreis Bistrița-Năsăud. Am 11. Dezember 1971 übernahm er das Amt als außerordentlicher und bevollmächtigter Botschafter in der Mongolischen Volksrepublik und verblieb auf diesem diplomatischen Posten in Ulaanbaatar bis zum 24. Mai 1978. Nach seiner Rückkehr fungierte er zwischen dem 10. Juli 1978 und dem 21. Mai 1985 als Erster Sekretär des Parteikomitees im Kreis Suceava und war gleichzeitig in Personalunion Präsident des Exekutivkomitees des Volksrates in diesem Kreis. Auf dem Zwölften Parteitag der PCR (19. bis 23. November 1979) wurde er zum Mitglied des ZK der PCR gewählt und gehörte diesem Gremium nach seiner Bestätigung auf dem Dreizehnten Parteitag der PCR (19. bis 22. November 1984) bis zu seinem Tode am 31. Mai 1989 an. 1980 wurde er abermals Mitglied der Großen Nationalversammlung und vertrat in dieser erst bis 1985 den Wahlkreis Nr. 8 Vatra Dornei im Kreis Suceava sowie im Anschluss von 1985 bis zu seinem Tode am 31. Mai 1989 den ebenfalls im Kreis Suceava gelegenen Wahlkreis Nr. 2 Suceava-Sud. Während seiner erneuten Parlamentszugehörigkeit war er vom 1. April 1980 bis zum 31. Mai 1989 sowohl Mitglied des Ausschusses für Außenpolitik und internationale wirtschaftliche Zusammenarbeit als auch zeitgleich Mitglied der rumänische Parlamentariergruppe bei der Parlamentarischen Versammlung der OSZE. Darüber hinaus wurde er 1986 Präsident des Nationalen Verbandes der landwirtschaftlichen Produktionsgenossenschaften UNCAP (Uniunea Națională a Cooperativă Agricolă de Producție).